# Witkiwci
Witkiwci (ukr. Вітківці) – wieś na Ukrainie, w obwodzie chmielnickim, w rejonie kamienieckim, w hromadzie Żwaniec. W 2001 liczyła 203 mieszkańców.